# Beylerbeyipalatset

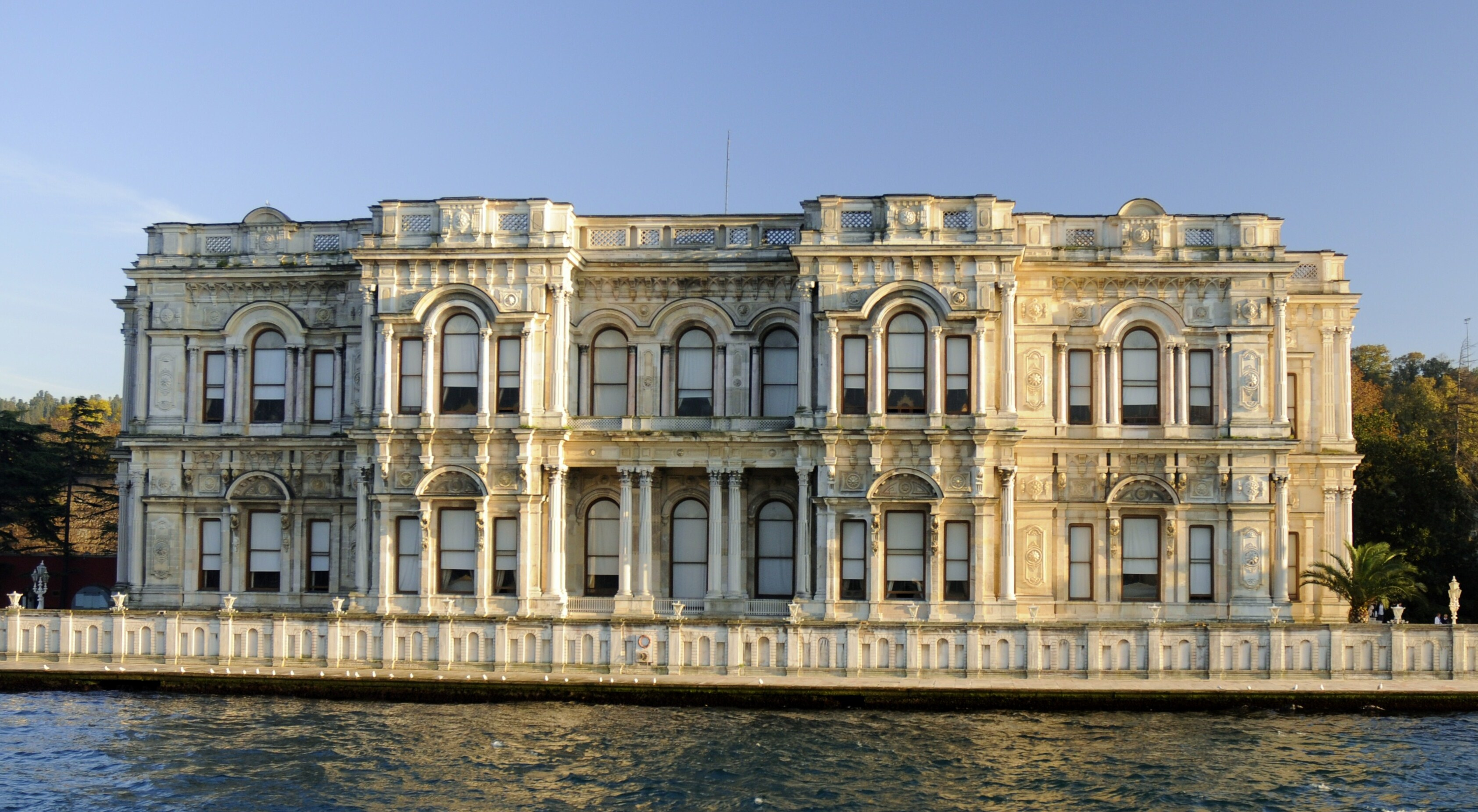
Beylerbeyipalatset, sett från Bosporen.

Beylerbeyipalatset är ett palats i Istanbul, Turkiet. Det ligger på den asiatiska sidan av Istanbul, strax norr om Bosporenbron. Det ritades av Sarkis Balyan för sultan Abd ül-Aziz, och uppfördes mellan 1861 och 1865.  Byggnaden användes under den osmanska tiden som sommarvilla och gästhus för besökande utländska dignitärer. 